# Андел (станция метро)
«Андел» (чеш. Anděl — ангел) — станция пражского метрополитена. Находится на линии B между станциями «Смиховске надражи» и «Карлово намести».
Открыта 2 ноября 1985 года.
До 1990 года называлась «Московская» (чеш. Moskevská). Построена при участии советских архитекторов, в оформлении использованы мотивы станций московского метро «Серпуховская» и «Боровицкая». Одновременно с этой станцией в Москве чехословацкими архитекторами была построена станция «Пражская», которая была открыта на 4 дня позже.

## Характеристика станции
Андел — пилонная станция глубокого заложения. Глубина станции — 35,4 м, длина — 145,7 м.
Станция оборудована двумя выходами, ведущими соответственно в два подземных вестибюля. Один из вестибюлей находится рядом с торговым центром «Новый Смихов»(«Nový Smíchov»), а другой рядом с автобусной остановкой На Книжеци («Na Knížecí»), через которую проходит множество автобусных маршрутов.

## Фотографии
- Платформа
- Эскалаторы
- Поезд на станции метро Андел
- Вестибюль станции метро Андел
- Интерьер вестибюля